# ガンガイン・ウルスハル
『ガンガイン・ウルスハル』（モンゴル語: Гангын урсгал,ᠭᠠᠩᠭ᠎ᠠ ᠶᠢᠨ
ᠤᠷᠤᠰᠬᠠᠯ　転写：Gangga-yin urusqal）は、1725年にゴムボジャブによって編纂されたモンゴル年代記。現在、この写本はロシア科学アカデミー東洋学研究所サンクトペテルブルク支部図書館に1本だけ所蔵されている。

## 名称
この書の正式な表題は、『チンギス・エジヌ・アルタン・オロゴン・テウケ・ガンガイン・オロスハル・ネレトゥ・ビチグ・オロシバ(Činggis ejin-ü altan uruγ-un teüke Gangga-yin urusqal neretü bičig orosiba)：チンギス・エジェンの黄金の一族の歴史、ガンジスの流れという名の書』という。

## 著者
『ガンガイン・ウルスハル』の著者はゴムボジャブ(Gömböjab 袞布扎布)といい、内蒙古ウジュムチン右翼旗の出身である。『蒙古回部王公表伝』（巻34、伝18）によると、彼はチンギス・ハーンの20世孫で、順治十四年（1657年）から康熙二十九年（1690年）までウジュムチン王家の長であった扎薩克和碩車臣親王（ジャサク・ホショイ・チェチェン・チンワン）素達尼（ソダニ）の弟、協里台吉（シェリ・タイジ）烏達喇什（ウダラシ）の子、と記されている。ゴムボジャブは康熙三十一年に輔国公の爵位を得たものの、間もなくその爵位は取り消された。その後、康熙年間に北京の宮廷に赴いた際、チベット語が堪能であることを認められ、雍正帝によって西番学総理(Töbed surγaγuli-yin jakin surγaγči sayid)に任命された。彼はモンゴル語，チベット語の他に、満州語，中国語にも堪能であった。その後ゴムボジャブはチベット文の『中国仏教史』を編纂し、さらにチベット文『タンジュル（テンギュル、丹珠爾）』を翻訳するための辞書『メルゲト・ガルヒン・オロン(Merged γarqu-yin oron)』の編纂（1741年 - 1742年）、『テンギュル』のモンゴル語訳事業にも携わり（1742年 - 1749年）、『大唐西域記』や医薬の書のチベット語訳を編纂した。

## 内容
ゴムボジャブは前書きを記した後、全体を二章に分けている。第一章はチンギス・ハーンの祖先から18世紀初頭の外ハルハを支配したゲレセンジェの後裔たちに至る事績と系譜であり、第二章はチンギス・ハーンの弟の後裔の事績と系譜である。また『ガンガイン・ウルスハル』は他の年代記と比べ、歴史的事件の記述が非常に少なく、チベット仏教に関することが少ないことが特徴である。

## 研究史
『ガンガイン・ウルスハル』が発見されたのは1909年から1910年にブリヤートのモンゴル学者ジャムツァラーノによっておこなわれた内蒙古への文献調査によってであり、アバガ旗で発見された。この年代記について本格的な研究をおこなったのは、プチュコフスキーで、彼はソ連科学アカデミー東洋学研究所所蔵のモンゴル語写本、版本の目録を1957年に公刊した時、その内容と著者について紹介している。彼はまもなくその写本のファクシミリ版と詳細な研究並びに固有名詞の索引を付して公刊した（1960年）。その後、内蒙古社会科学院の喬吉はこのプチュコフスキーの公刊したテキストに基づいた活字本によるテキストに注釈と研究を付して公刊している（1981年）。

## 注
1. ↑  その後、喬吉は注釈版の第2版を1999年に公刊している。ISBN 7204045742、NCID BA60799114

## 参考資料
- 森川哲雄『モンゴル年代記』（2007年、白帝社、ISBN 9784891748449）